# Hellmut Puschmann
Hellmut Puschmann (* 22. Juli 1938 in Dresden) ist ein deutscher römisch-katholischer Geistlicher. Er war von 1991 bis 2003 Präsident des Deutschen Caritasverbandes.

## Leben
Puschmann besuchte in Dresden die Grund- und Oberschule bis zum Abitur 1956. Von 1957 bis 1962 studierte er Theologie in Erfurt und besuchte danach das Pastoralseminar in Neuzelle. Am 28. Juni 1964 empfing er in Bautzen die Priesterweihe. Von 1964 bis 1967 wirkte er als Kaplan in Karl-Marx-Stadt in einer Arbeiterpfarrei, danach bis 1971 in der Leipziger Propsteikirche.
1968 wurde Puschmann in den Diözesancaritasrat gewählt. Im Herbst 1971 wurde ihm die Mitarbeit in der Zentralstelle Berlin des Deutschen Caritasverbandes im Bereich der Weiterbildung und Erzieherinnenausbildung angeboten, die ihn auch mit Caritasmitarbeitern aus der Bundesrepublik zusammenbrachte. 1972 übernahm Puschmann die Leitung der Dresdener Diözesancaritas, die er zehn Jahre innehielt. Im Sommer 1982 ernannte ihn die Berliner Bischofskonferenz nach seiner Wahl durch die Caritasdirektoren zum Vorsitzenden der Direktorenkonferenz in der DDR und zugleich zum Leiter der Zentralstelle Berlin des Deutschen Caritasverbandes. Damit oblag ihm neben Koordinierungsaufgaben auch der Kontakt zwischen den Caritasstellen in beiden Teilen Deutschlands. Auch die Geschäftsführung des bischöflichen Werkes „Not in der Welt“ sowie die Verantwortung des Sonderbauprogrammes der Katholischen Kirche in der DDR lag seit 1982 bei Puschmann.
Nach der Wiedervereinigung Deutschlands machte er sich insbesondere um die Restrukturierung der Caritas, den Auf- und Ausbau sozialer Einrichtungen sowie die Etablierung von Studien- und Ausbildungsgängen für soziale Berufe in Ostdeutschland verdient.
1991 wurde er als Nachfolger von Georg Hüssler an die Spitze des katholischen Wohlfahrtsverbandes, des Deutschen Caritasverbandes, gewählt, einem Amt, das er bis 2003 innehatte. Damit war er der erste Leiter einer großen gesamtdeutschen Organisation, der aus der ehemaligen DDR stammte. Er war Motor bei der Diskussion um ein Caritas-Leitbild sowie der Caritas-Armutsuntersuchung in Deutschland. Seit 1991 engagierte sich Puschmann im Vorstand der Bundesarbeitsgemeinschaft der Freien Wohlfahrtspflege (BAGFW), der er in den Jahren 1994 und 1999 als Präsident vorstand. Im November 1999 wurde er für seine Verdienste mit dem Bundesverdienstkreuz 1. Klasse ausgezeichnet.
Am 15. November 2003 ernannte Bischof Joachim Reinelt Puschmann zum Vorsitzenden des Caritasverbandes für das Bistum Dresden-Meißen, was er bis 2013 blieb.
Puschmann war zudem Vorsitzender des Verwaltungsrates und des Stiftungsrates der im März 1993 ins Leben gerufenen „Solidaritätsaktion der deutschen Katholiken mit den Menschen in Mittel- und Osteuropa“, Renovabis.